# Idioma benga
El idioma benga, también llamado boumba o ndowé es una lengua africana dentro del grupo de las lenguas bantúes. Hablada en zonas costeras de la región continental de Guinea Ecuatorial y Gabón.
Se considera una lengua estrechamente relacionada con el idioma bubi hablado en la isla de Bioko, también en Guinea Ecuatorial.

## Población
La lengua es hablada por el pueblo benga. Se les conoce como ndowé o «playeros», uno de los pueblos de la costa de la Región Continental (Guinea Ecuatorial).
Tradicionalmente es hablado por pescadores costeros. Todos los bengas y batangas se consideran a sí mismos como Boumba (usan 'mba' para referirse a ellos mismos), y junto con grupos adicionales conforman los Ndowé (los pueblos de playa).
En la isla de Corisco, es usado por todos los estratos sociales. Lejos de la isla de Corisco es más utilizado por la generación de más edad, y menos por los jóvenes. La mayoría también usa el español. También se usa el francés, debido al comercio con Gabón.